# George-Henri Rivière
Georges-Henri Rivière (1897–1985) fue un museólogo e innovador de las prácticas de la etnografía y museología.

## Biografía
Rivière estudió música hasta 1925, cuando comenzó sus estudios de museología en la École du Louvre de la que se graduó en 1928. Durante los años siguientes, fue conservador de la colección D. David-Weill, que incluía porcelanas chinas, antigüedades griegas y romanas, y pinturas y artes decorativas europeas. En 1928, Rivière comisarió su primera muestra de arte americano antiguo en el  Museo de las Artes Decorativas y se unió a Paul Rivet como su vicedirector para comenzar la renovación del polvoriento Museo del Trocadero que fue totalmente modernizado, reabierto al público como Musée de l'Homme en 1938.
En 1929 y 1930, Rivière formó parte del consejo editorial de Documents, publicación en la que también contribuyó con artículos como "El museo etnográfico del Trocadéro" (1929, número 1), o crónicas sobre cultura popular como “Religión y 'Folies-Bergère'” (1930, número 4), y perfiles sobre músicos de jazz como Eddie South y Hayman Swayze. Durante los años treinta, Rivière financió proyectos de investigación ambiciosos como la misión Dakar-Djibouti, encabezada por Marcel Griaule y la misión Sahara-Soudan, que proporcionó una investigación en profundidad y material suficiente para más de setenta Exposiciones etnográficas entre 1928 y 1937.
Ese año también fue responsable de la apertura del  Musée National des Arts et Traditions Populaires, basado en las colecciones etnográficas del museo Trocadéro. Orientado hacia la educación pública, su programa de colecciones y exposiciones se centró en las formas populares de arte tradicional, con una orientación cietífica e investigadora mediante la creación del Centre d'Ethnologie Française, inaugurado poco después de la Segunda Guerra Mundial. Entre 1948 y 1965, Georges-Henri Rivière fue el primer director interino del ICOM, el Consejo Internacional de Museos, al que regresó como Asesor Permanente en 1968.
Ampliamente acreditado por la introducción del concepto del ecomuseo, que intenta retratar a las civilizaciones en sus entornos naturales, fue uno de los empresarios museológicos más apreciados en la Francia moderna. La revista  Museum  dedicó un número completo a los ecomuseos (n.º 148, 1985), e incluyó un artículo de Georges-Henri Rivière titulado, "El ecomuseo, una definición evolutiva".  La muséologie selon Georges-Henri Rivière , se publicó póstumamente en 1989.

## Trabajos
- La muséologie selon Georges-Henri Rivière (1989)

## Artículos
- Isac Chiva, George-Henri Rivière: un demi-siècle d'ethnologie de la France, Terrain, Número 5 — Identité culturelle et appartenance régionale (Octubre 1985),  (en francés)